# Inherent Evil: The Haunted Hotel
Inherent Evil: The Haunted Hotel est un jeu vidéo d'aventure développé par Eclipse Software et édité par Head Games Publishing, sorti en 1999 sur Windows.

## Accueil
- Absolute Games : 40 %[1]
- Adventure Gamers : 3/5[2]
- Computer Games Magazine : 1/5[3]